# اونگرن
اونگرن (اندونزیایی: Ungaran) شهری در استان جاوه مرکزی کشور اندونزی است. جمعیت این شهر بر اساس سرشماری سال ۱۹۹۰ میلادی، ۴۴٫۵۷۵ نفر و بر اساس سرشماری سال ۲۰۰۰ میلادی، ۹۵٫۹۴۹ بوده که در سال ۲۰۰۷ میلادی به ۱۴۴٫۸۰۶ نفر افزایش یافته‌است.